# Grammcythella
Grammcythella is een geslacht van kreeftachtigen uit de klasse van de Ostracoda (mosselkreeftjes).

## Soort
- Grammcythella dyspnoea Swanson, Jellinek & Malz, 2005